# Sparkasse Burbach-Neunkirchen
Die Sparkasse Burbach-Neunkirchen ist eine Sparkasse in Nordrhein-Westfalen mit Sitz in Burbach. Sie ist eine Anstalt des öffentlichen Rechts.

## Geschäftsgebiet und Träger
Das Geschäftsgebiet der Sparkasse Burbach-Neunkirchen umfasst die Gemeinden Burbach und Neunkirchen im Kreis Siegen-Wittgenstein. Träger der Sparkasse ist der Sparkassenzweckverband der Gemeinden Burbach und Neunkirchen, dem die beiden Gemeinden als Mitglieder angehören.

## Geschäftszahlen
Die Sparkasse Burbach-Neunkirchen wies im Geschäftsjahr 2024 eine Bilanzsumme von 2,123 Mrd. Euro aus und verfügte über Kundeneinlagen von 1,492 Mrd. Euro. Gemäß der Sparkassenrangliste 2024 liegt sie nach Bilanzsumme auf Rang 228. Sie unterhält 18 Filialen/Selbstbedienungsstandorte und beschäftigt 356 Mitarbeiter.

## Sparkassen-Finanzgruppe
Die Sparkasse Burbach-Neunkirchen ist Teil der Sparkassen-Finanzgruppe und gehört damit auch ihrem Haftungsverbund an. Er sichert den Bestand der Institute und sorgt dafür, dass sie auch im Fall der Insolvenz einzelner Sparkassen alle Verbindlichkeiten erfüllen können. Die Sparkasse vermittelt Bausparverträge der regionalen Landesbausparkasse, offene Investmentfonds der Deka und Versicherungen der Provinzial NordWest. Im Bereich des Leasing arbeitet die Sparkasse Burbach-Neunkirchen mit der  Deutschen Leasing zusammen. Die Funktion der Sparkassenzentralbank nimmt die Landesbank Hessen-Thüringen wahr.